# Gerblingerode
Gerblingerode is een dorp in de Duitse gemeente Duderstadt in de deelstaat Nedersaksen. In 1973 werd het dorp bij Duderstadt gevoegd.
Gerblingerode wordt voor het eerst vermeld in een oorkonde uit 1151. Het dorp, dat vanaf het midden van de 15e eeuw tot de elf raadsdorpen van Duderstadt behoorde, kende in de 16e tot en met de 19e eeuw veel ellende door oorlogsgeweld (o.a. de Duitse Boerenoorlog, de Dertigjarige Oorlog en de Zevenjarige Oorlog), door pestepidemieën, misoogsten en hongersnoden. De productie van textiel in huisnijverheid bracht in de 18e eeuw slechts tijdelijk verlichting.
Het dorp heeft een moderne kerk uit 1970 met een losstaande klokkentoren. Het bouwwerk heeft ten minste twee voorgangers gehad.
Bezienswaardig is het Grenzlandmuseum op de van 1973 tot 1989 gebruikte Duits-Duitse grenspost Duderstadt-Worbis, met op de voormalige grens met de DDR een speciaal gemarkeerde, 6 km lange wandelroute met overblijfselen van de grensmarkering en dergelijke.  Eén km verder de deelstaat Thüringen in ligt het dorp Teistungen.

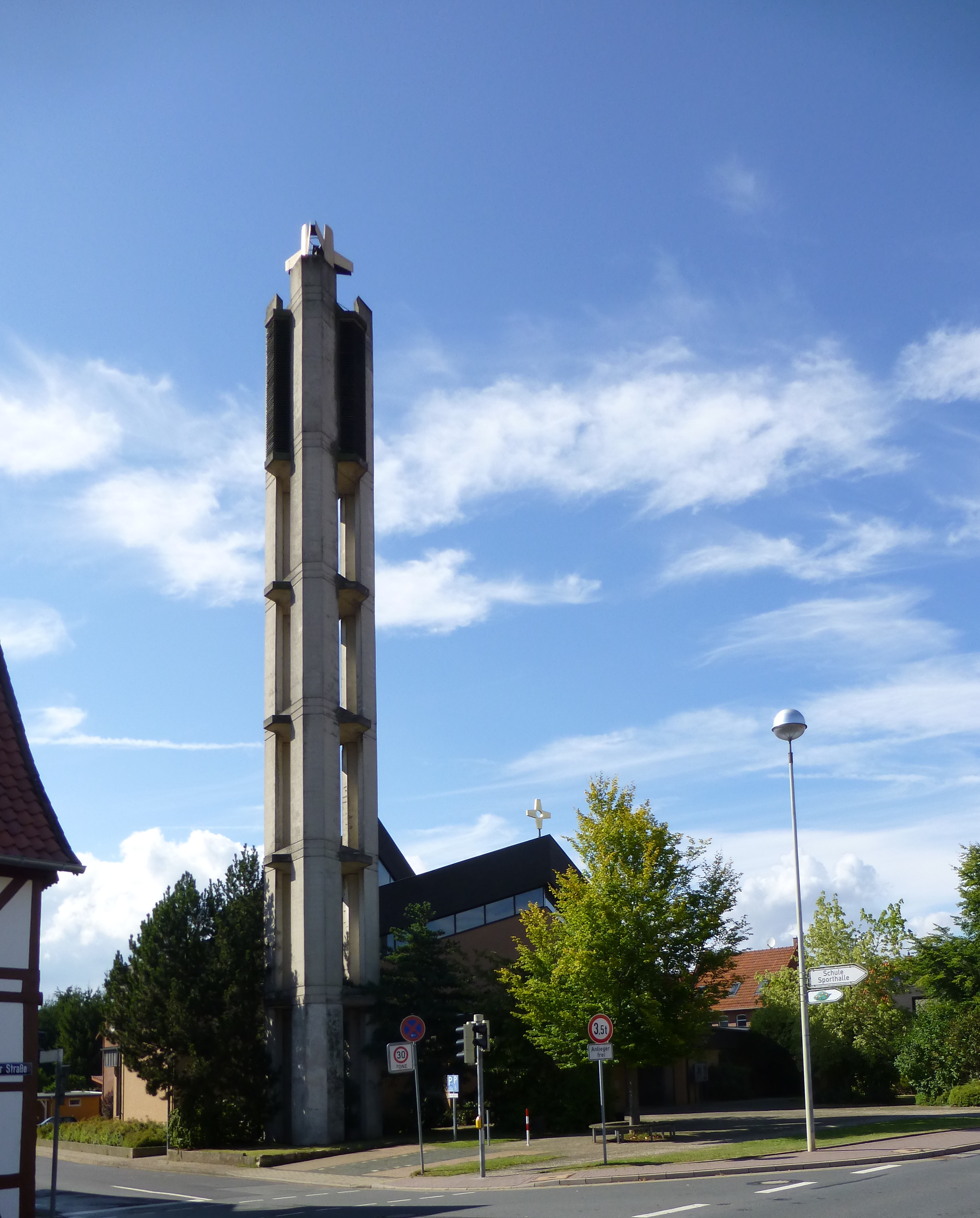
Kerk Maria Geboorte
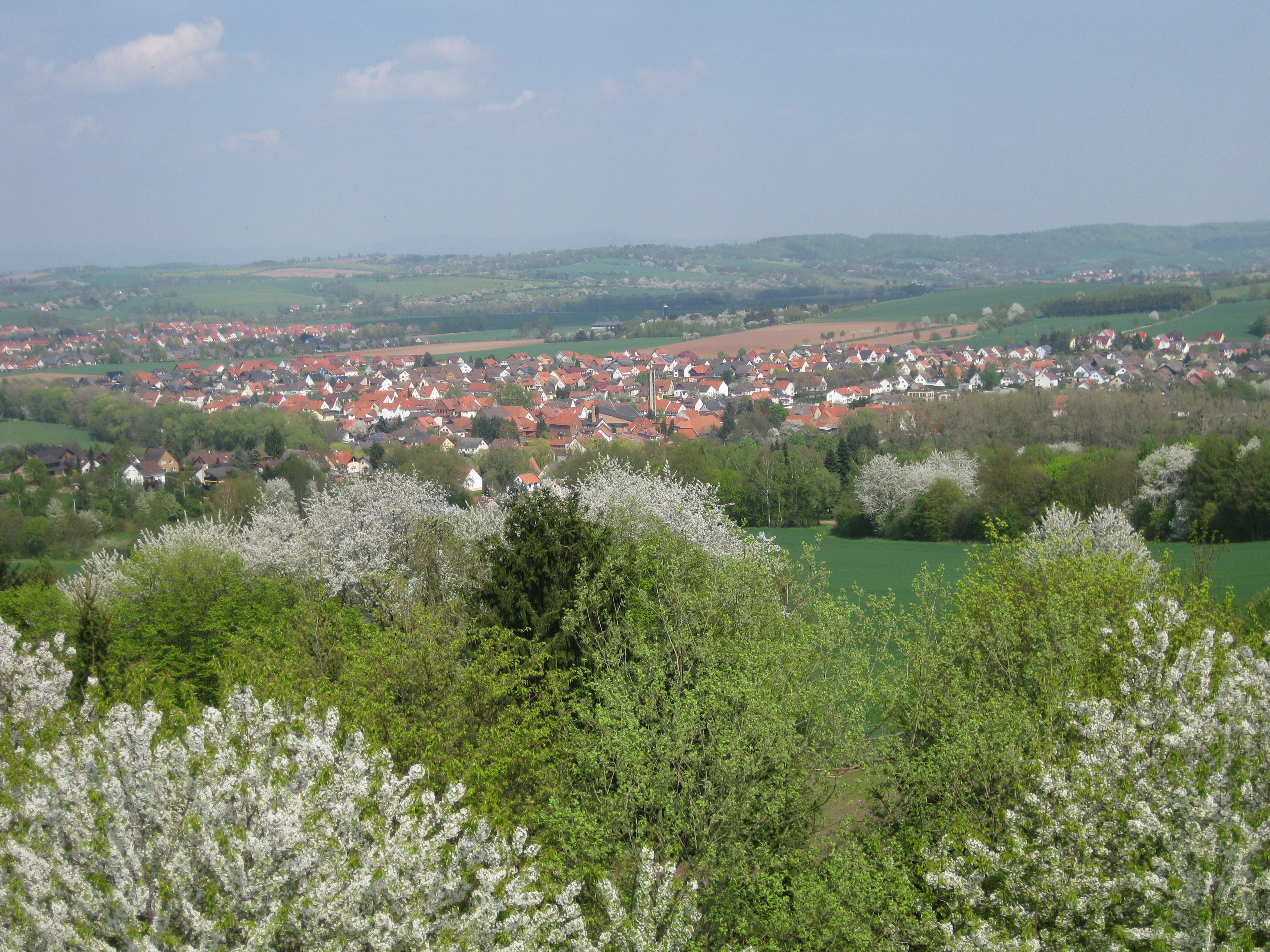
Uitzicht op het dorp vanaf de Pferdeberg
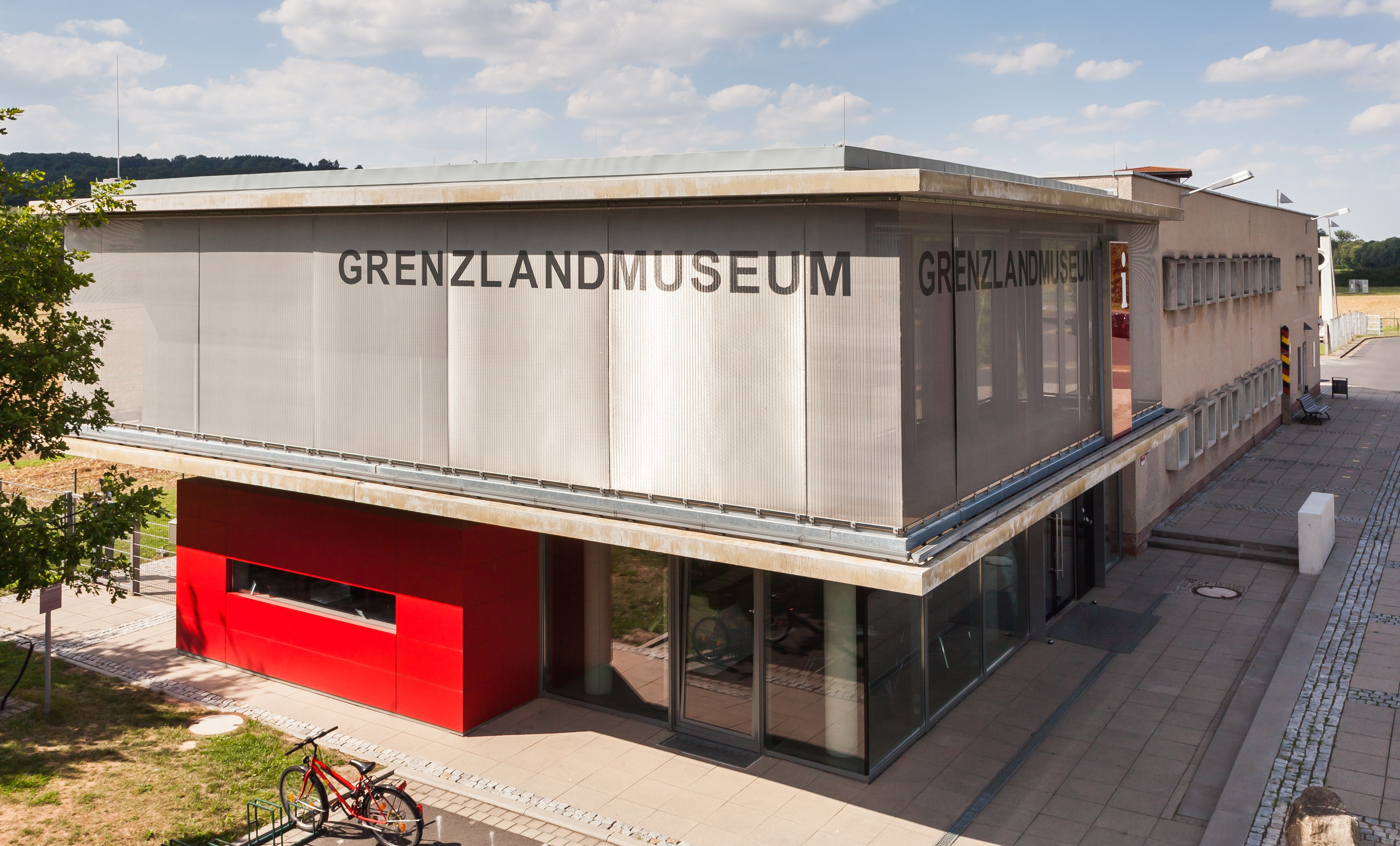
Het Grenzlandmuseum Eichsfeld
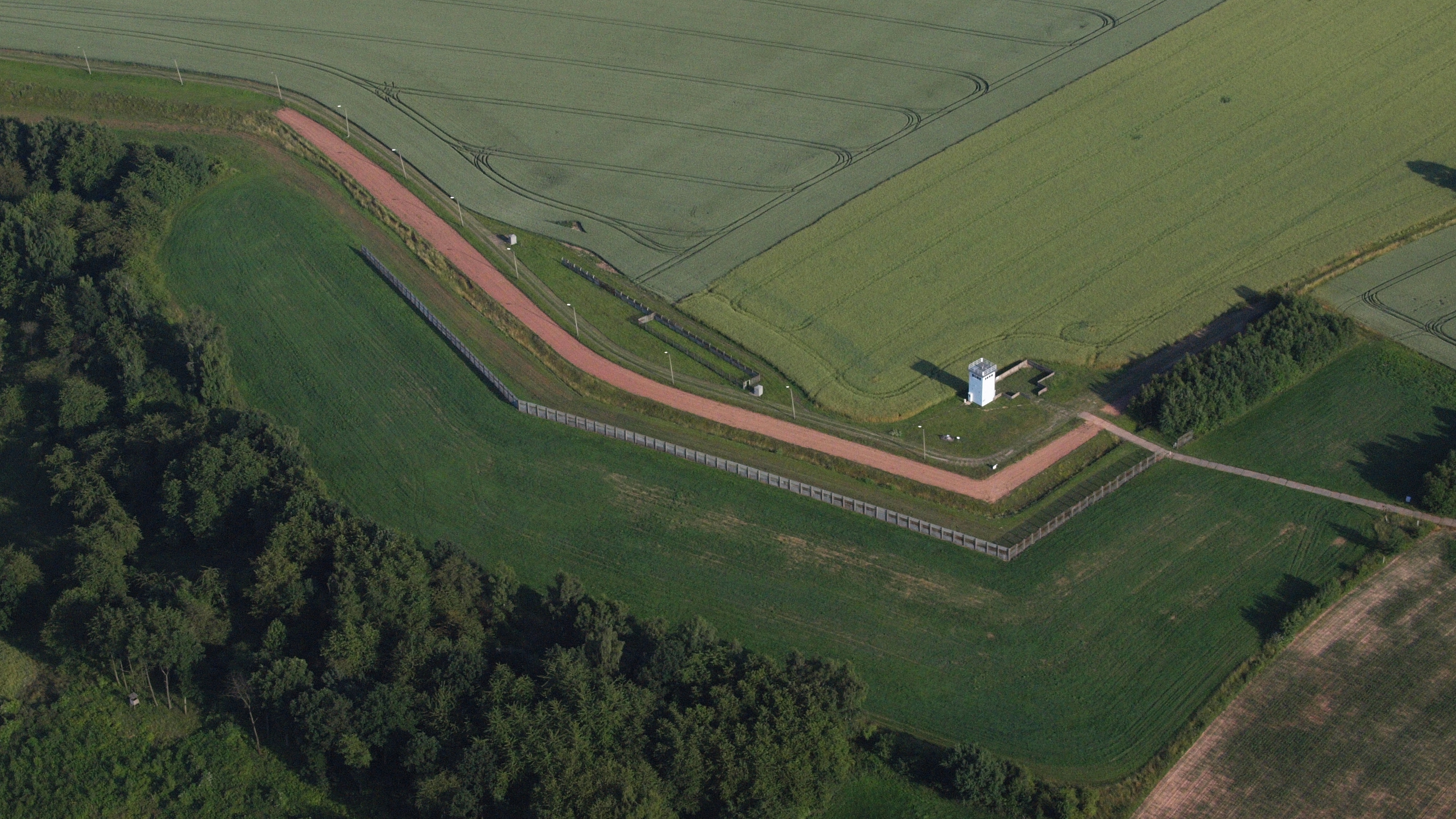
De 6 km lange Grenzlandweg
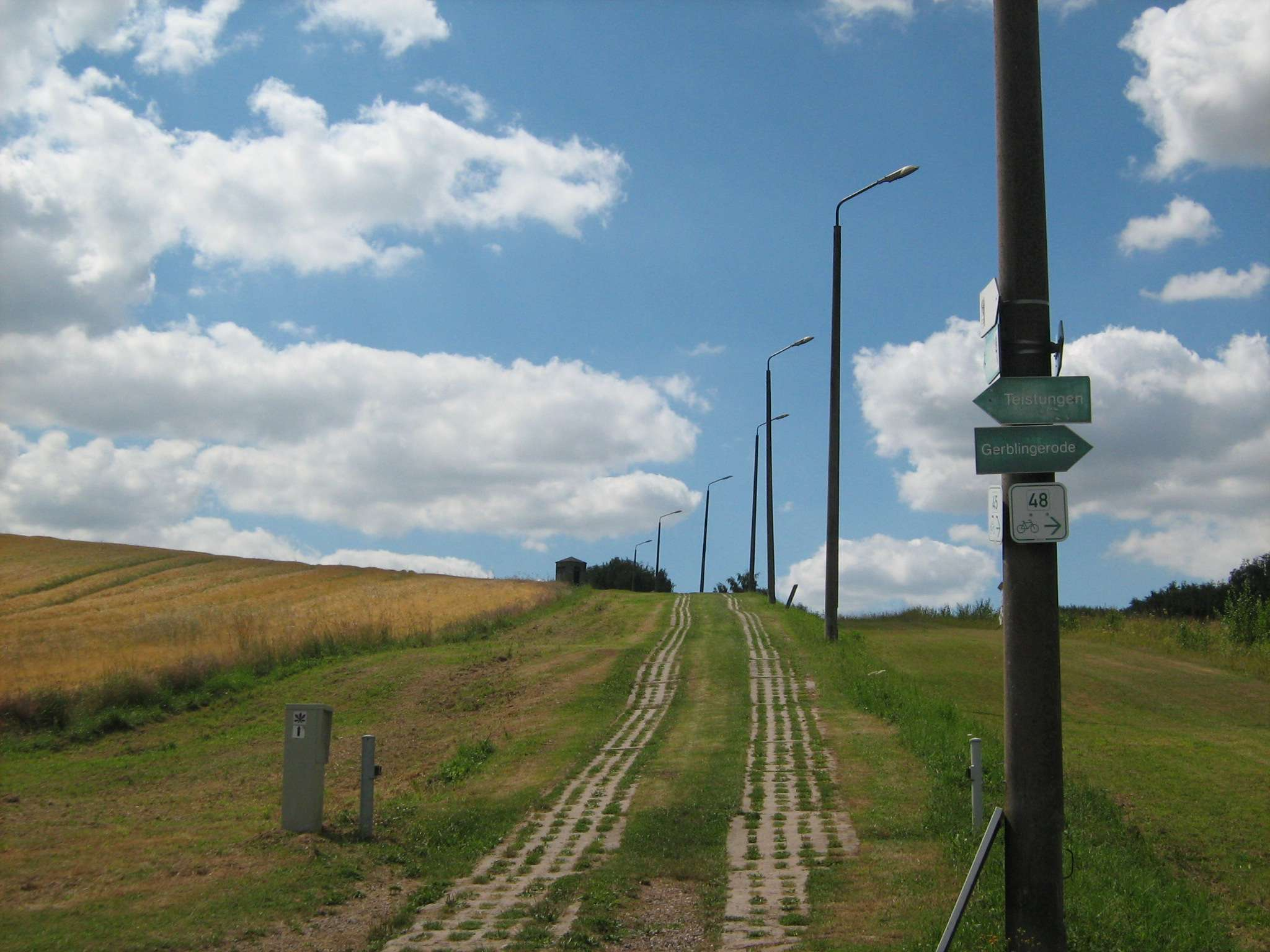
Voormalige DDR-grens, de colonneweg